# Gran Premio de Río de Janeiro de Motociclismo de 2003
El Gran Premio de Río de Janeiro de Motociclismo de 2003 fue la duodécima prueba del Campeonato del Mundo de Motociclismo de 2003. Tuvo lugar en el fin de semana del 18 al 20 de septiembre de 2003 en el Autódromo Internacional Nelson Piquet, situado en la ciudad de Río de Janeiro, Brasil. La carrera de MotoGP fue ganada por Valentino Rossi, seguido de Sete Gibernau y Makoto Tamada. Manuel Poggiali ganó la prueba de 250cc, por delante de Roberto Rolfo y Randy de Puniet. La carrera de 125cc fue ganada por Jorge Lorenzo, Casey Stoner fue segundo y Alex de Angelis tercero.

## Resultados

### Resultados MotoGP
| Pos. | Piloto            | Constructor | Tiempo    | Parrilla | Pts. |
| ---- | ----------------- | ----------- | --------- | -------- | ---- |
| 1    | Valentino Rossi   | Honda       | 44:36.633 | 1        | 25   |
| 2    | Sete Gibernau     | Honda       | +3.109    | 3        | 20   |
| 3    | Makoto Tamada     | Honda       | +7.298    | 9        | 16   |
| 4    | Max Biaggi        | Honda       | +9.235    | 4        | 13   |
| 5    | Nicky Hayden      | Honda       | +11.165   | 7        | 11   |
| 6    | Loris Capirossi   | Ducati      | +14.826   | 2        | 10   |
| 7    | Tohru Ukawa       | Honda       | +17.361   | 8        | 9    |
| 8    | Shinya Nakano     | Yamaha      | +21.239   | 6        | 8    |
| 9    | Carlos Checa      | Yamaha      | +21.522   | 10       | 7    |
| 10   | Troy Bayliss      | Ducati      | +22.971   | 5        | 6    |
| 11   | Marco Melandri    | Yamaha      | +32.910   | 15       | 5    |
| 12   | Alex Barros       | Yamaha      | +40.136   | 11       | 4    |
| 13   | Colin Edwards     | Aprilia     | +54.099   | 12       | 3    |
| 14   | Noriyuki Haga     | Aprilia     | +57.234   | 18       | 2    |
| 15   | Ryuichi Kiyonari  | Honda       | +57.678   | 14       | 1    |
| 16   | Jeremy McWilliams | Proton      | +1:06.069 | 19       |      |
| 17   | Kenny Roberts Jr  | Suzuki      | +1:09.444 | 17       |      |
| 18   | Andrew Pitt       | Kawasaki    | +1:22.463 | 20       |      |
| 19   | David de Gea      | Harris WCM  | +1 Lap    | 22       |      |
| Ret  | Garry McCoy       | Kawasaki    | Ret       | 13       |      |
| Ret  | Nobuatsu Aoki     | Proton      | Ret       | 16       |      |
| Ret  | Chris Burns       | Harris WCM  | Ret       | 23       |      |
| Ret  | Olivier Jacque    | Yamaha      | Ret       | 21       |      |

## Resultados 250cc
| Pos. | Piloto           | Constructor | Tiempo    | Parrilla | Pts. |
| ---- | ---------------- | ----------- | --------- | -------- | ---- |
| 1    | Manuel Poggiali  | Aprilia     | 42:09.055 | 2        | 25   |
| 2    | Roberto Rolfo    | Honda       | +12.901   | 6        | 20   |
| 3    | Randy de Puniet  | Aprilia     | +12.965   | 3        | 16   |
| 4    | Sylvain Guintoli | Aprilia     | +25.317   | 5        | 13   |
| 5    | Naoki Matsudo    | Yamaha      | +47.468   | 9        | 11   |
| 6    | Héctor Faubel    | Aprilia     | +55.694   | 10       | 10   |
| 7    | Joan Olivé       | Aprilia     | +58.264   | 14       | 9    |
| 8    | Anthony West     | Aprilia     | +58.339   | 16       | 8    |
| 9    | Chaz Davies      | Aprilia     | +1:00.193 | 15       | 7    |
| 10   | Eric Bataille    | Honda       | +1:02.606 | 23       | 6    |
| 11   | Alex Debón       | Honda       | +1:03.500 | 13       | 5    |
| 12   | Erwan Nigon      | Aprilia     | +1:09.904 | 11       | 4    |
| 13   | Johan Stigefelt  | Aprilia     | +1:14.199 | 17       | 3    |
| 14   | Dirk Heidolf     | Aprilia     | +1:14.370 | 19       | 2    |
| 15   | Jaroslav Huleš   | Yamaha      | +1:16.913 | 22       | 1    |
| 16   | Christian Gemmel | Honda       | +1:17.037 | 21       |      |
| 17   | Lukáš Pešek      | Yamaha      | +1:19.838 | 20       |      |
| 18   | Toni Elías       | Aprilia     | +1:27.198 | 1        |      |
| 19   | Henk vd Lagemaat | Honda       | +1 Lap    | 25       |      |
| Ret  | Alex Baldolini   | Aprilia     | Ret       | 18       |      |
| Ret  | Hugo Marchand    | Aprilia     | Ret       | 12       |      |
| Ret  | Fonsi Nieto      | Aprilia     | Ret       | 8        |      |
| Ret  | Sebastián Porto  | Honda       | Ret       | 4        |      |
| Ret  | Franco Battaini  | Aprilia     | Ret       | 7        |      |

## Resultados 125cc
| Pos. | Piloto            | Constructor | Tiempo    | Parrilla | Pts. |
| ---- | ----------------- | ----------- | --------- | -------- | ---- |
| 1    | Jorge Lorenzo     | Derbi       | 41:51.624 | 5        | 25   |
| 2    | Casey Stoner      | Aprilia     | +0.232    | 9        | 20   |
| 3    | Alex de Angelis   | Aprilia     | +0.372    | 2        | 16   |
| 4    | Dani Pedrosa      | Honda       | +0.589    | 1        | 13   |
| 5    | Pablo Nieto       | Aprilia     | +0.771    | 14       | 11   |
| 6    | Andrea Dovizioso  | Honda       | +0.899    | 3        | 10   |
| 7    | Stefano Perugini  | Aprilia     | +1.240    | 6        | 9    |
| 8    | Gábor Talmácsi    | Aprilia     | +3.835    | 4        | 8    |
| 9    | Héctor Barberá    | Aprilia     | +4.117    | 7        | 7    |
| 10   | Steve Jenkner     | Aprilia     | +15.268   | 8        | 6    |
| 11   | Marco Simoncelli  | Aprilia     | +19.087   | 15       | 5    |
| 12   | Gino Borsoi       | Aprilia     | +19.445   | 11       | 4    |
| 13   | Arnaud Vincent    | Aprilia     | +19.584   | 10       | 3    |
| 14   | Mirko Giansanti   | Aprilia     | +19.673   | 21       | 2    |
| 15   | Thomas Lüthi      | Honda       | +20.466   | 12       | 1    |
| 16   | Álvaro Bautista   | Aprilia     | +27.902   | 18       |      |
| 17   | Roberto Locatelli | KTM         | +27.992   | 20       |      |
| 18   | Lucio Cecchinello | Aprilia     | +32.727   | 13       |      |
| 19   | Mika Kallio       | KTM         | +36.138   | 22       |      |
| 20   | Stefano Bianco    | Gilera      | +40.544   | 24       |      |
| 21   | Youichi Ui        | Aprilia     | +41.700   | 30       |      |
| 22   | Simone Corsi      | Honda       | +49.980   | 17       |      |
| 23   | Robbin Harms      | Aprilia     | +50.136   | 33       |      |
| 24   | Fabrizio Lai      | Malaguti    | +50.179   | 19       |      |
| 25   | Julián Simón      | Malaguti    | +55.624   | 23       |      |
| 26   | Gioele Pellino    | Aprilia     | +1:00.747 | 28       |      |
| 27   | Michele Danese    | Honda       | +1:52.184 | 31       |      |
| Ret  | Andrea Ballerini  | Gilera      | Ret       | 26       |      |
| Ret  | Mike Di Meglio    | Honda       | Ret       | 27       |      |
| Ret  | Masao Azuma       | Honda       | Ret       | 16       |      |
| Ret  | Emilio Alzamora   | Derbi       | Ret       | 29       |      |
| Ret  | Max Sabbatani     | Aprilia     | Ret       | 32       |      |
| Ret  | Imre Tóth         | Honda       | Ret       | 25       |      |